# Гай Фурній
Гай Фу́рній (? — 17 до н. е.) — політичний та військовий діяч Римської імперії, консул 17 року до н. е.

## Життєпис
Походив з впливового плебейського роду Фурніїв. Син Гая Фурнія, народного трибуна 50 року до н. е.
Замолоду деякий час коливався поміж Октавіаном Августом та Марком Антонієм з огляду на підтримку своїм батьком останнього. Зрештою Фурній опинився на боці Октавіана, намагаючись у 30 році до н. е. врятувати батька від переслідування переможцями.
У 26 році до н. е. як легат взяв участь у підкоренні Кантабрії. У 25 році до н. е. відзначився при захопленні військового табору кантабрів на горі Медуллій. Цього ж року був призначений імператорським легатом—пропретором до провінції Ближня Іспанія. У 22 році до н. е. спалахнуло повстання у Кантабрії та Астурії. Втім Гай Фурній зумів повністю розбити усіх ворогів, придушив це повстання. Фурній керував провінцією до 19 року до н. е., коли його було повернено до Риму.
У 17 році до н. е. обрано консулом разом з Гаєм Юнієм Сіланом. Помер під час своєї каденції.

## Родина
- Гай Фурній